# Tom Baylis
Thomas Baylis (Misterton, 3 januari 1996) is een Engels wielrenner die anno 2018 rijdt voor ONE Pro Cycling.

## Carrière
In 2014 werd Baylis derde op het Brits wegkampioenschap voor junioren, achter Tristan Robbins en Nathan Draper. Een jaar later nam Baylis deel aan de tijdrit bij de beloften, hier eindigde hij achter Scott Davies, Owain Doull en Tao Geoghegan Hart op de vierde plaats. In 2017 was enkel Davies sneller.

## Overwinningen
2016
1e etappe Ronde van Midden-Nederland (ploegentijdrit)
2017
1e etappe Ronde van Midden-Nederland (ploegentijdrit)
Jongerenklassement Ronde van Midden-Nederland

## Ploegen
- 2015 –  ONE Pro Cycling
- 2016 –  ONE Pro Cycling
- 2017 –  ONE Pro Cycling
- 2018 –  ONE Pro Cycling

Atkins · Barker · Baylis · Bellis · Białobłocki · Gardias · Harper · Hester · Hunt · Mould · Opie · P.Williams · S.Williams
Barker · Baylis · Białobłocki · Domagalski · Ebsen · Goss · Handley · Harper · House · Hunt · Lander · McCormick · Mortensen · O'Shea · Opie · Oram · Smith · Von Hoff · P.Williams · S.Williams
Baylis · Domagalski · Kelly · Latham · Liepiņš · McCormick · Oram · Richardson · Scott · Tracz · Williams